# St. Blasius (Rissenthal)

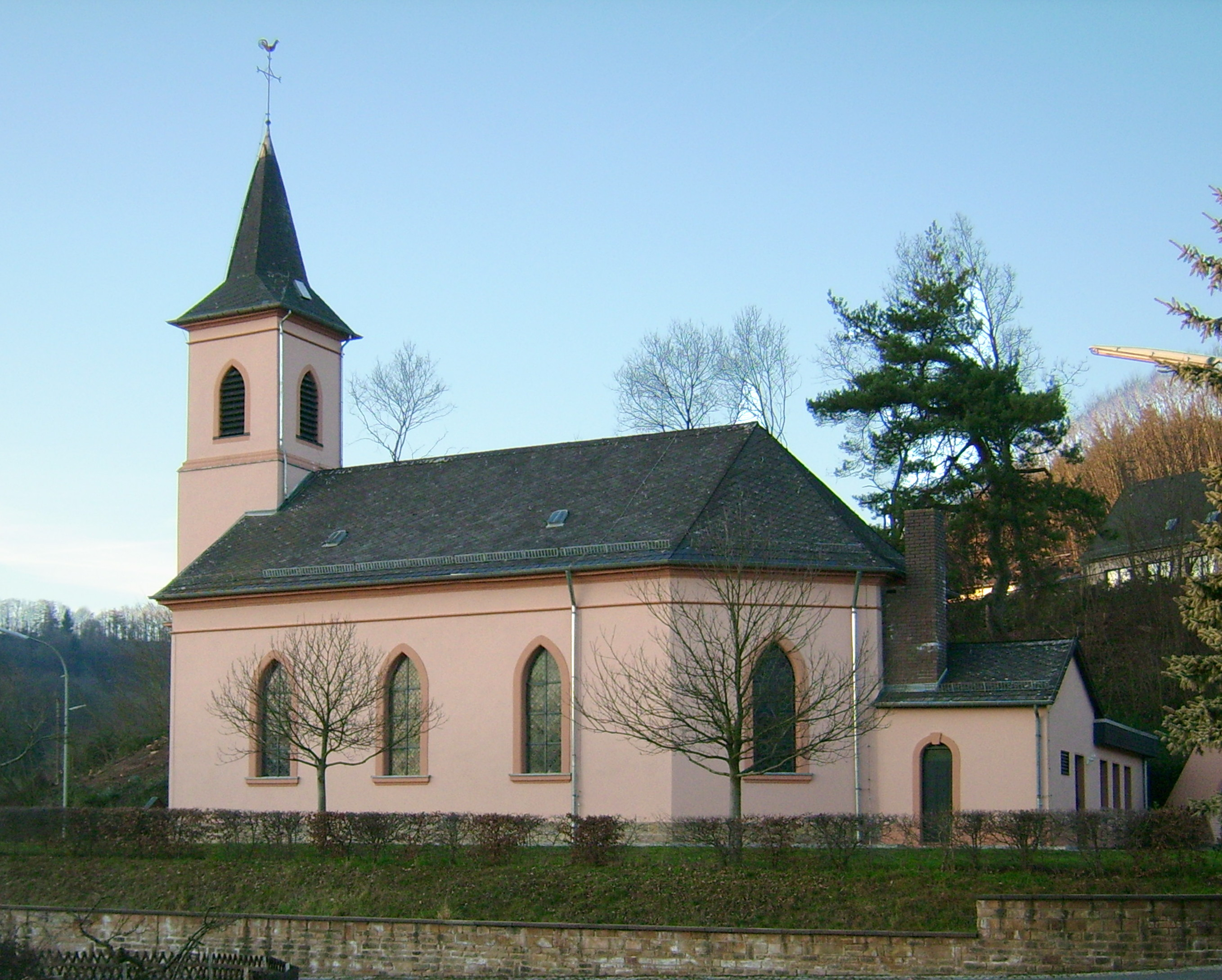
Die katholische Kirche St. Blasius in Rissenthal

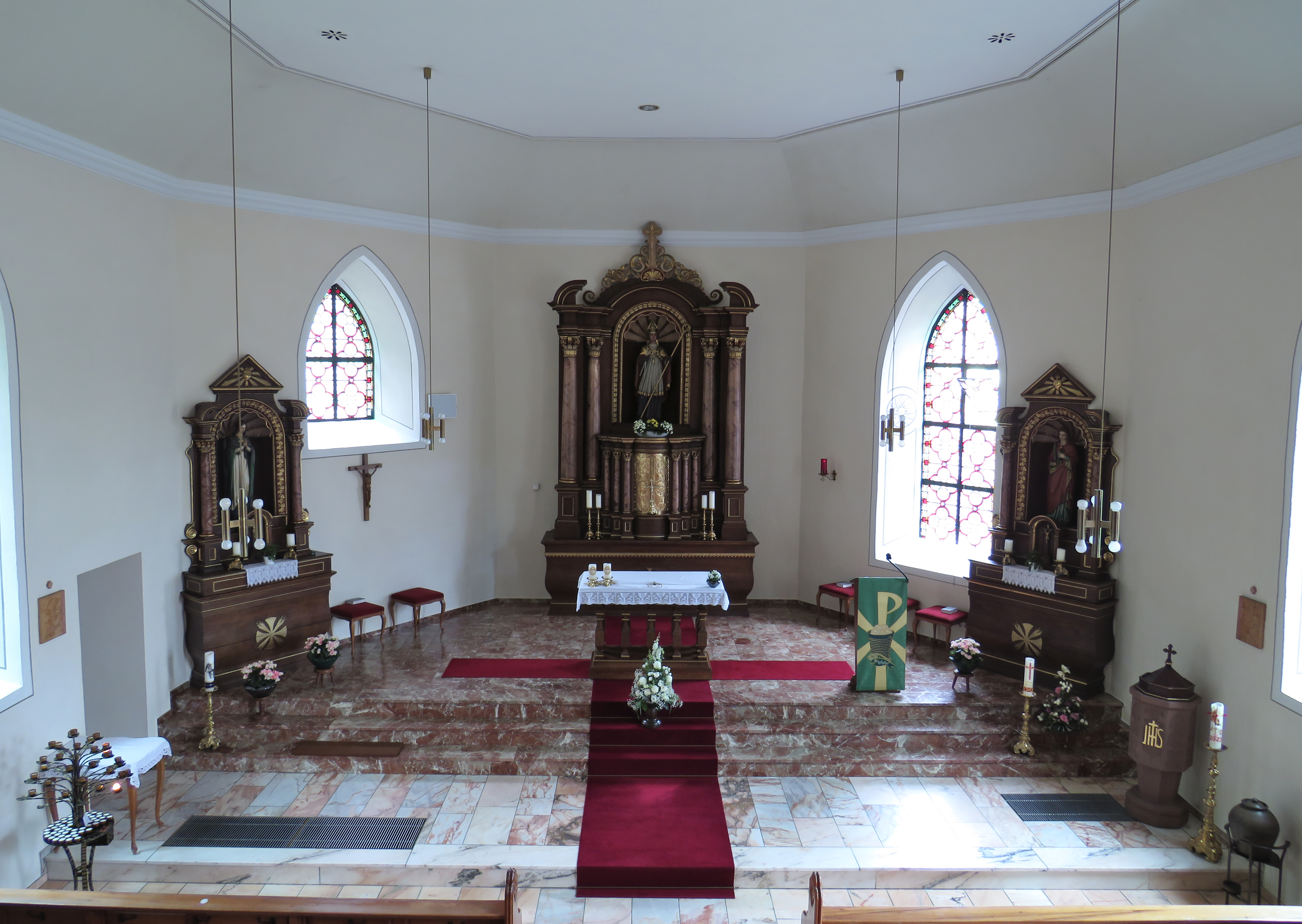
Blick ins Innere der Kirche

St. Blasius ist eine dem heiligen Blasius von Sebaste geweihte katholische Kirche im saarländischen Rissenthal, einem Ortsteil der Gemeinde Losheim am See im Landkreis Merzig-Wadern. In der Denkmalliste des Saarlandes ist das Kirchengebäude als Einzeldenkmal aufgeführt.

## Geschichte
Die Ersterwähnung einer Kirche in Rissenthal findet sich in einem Visitationsbericht von 1680. Im Jahr 1832 erfolgte der Abriss der dieser Kirche und von 1833 bis 1836 wurde an gleicher Stelle das heutige Kirchengebäude errichtet. In den Jahren 1923 bis 1924 entstand als Erweiterung der Kirche ein Sakristeianbau. Am 19. August 1945 wurde der Leichnam des Kaplans Peter Schlicker neben dem Eingang der Kirche beigesetzt. Es war der Bruder des damaligen Pfarrverwalters der Kirche, Konrad Schlicker. Im Jahr 2005 wurde die Kirche innen und außen einer Restaurierung unterzogen.

## Architektur und Ausstattung
Bei der Kirche St. Blasius in Rissenthal handelt es sich um eine Saalkirche. Sie gliedert sich von West nach Ost in einen Turm mit Spitzhelm, ein dreiachsiges Langhaus, mit dreiseitigem, polygonalen Chorabschluss und einen Sakristeianbau. Die Fenster der Kirche sind Spitzbogenfenster.
Zur Ausstattung der Kirche gehört der Hochaltar mit einer Statue des Kirchenpatrons St. Blasius, der zur Rechten von einem Seitenaltar mit der Figur der heiligen Apollonia und zur Linken von einem Marienaltar flankiert wird. Die Gegenstände wurden im Jahr 1938 aus der Pfarrkirche St. Pankratius und Margarita in Niederheckenbach/Ahr anlässlich der Zwangsevakuierung von zwölf Eifel-Ortschaften im Zuge der Anlage eines Luftwaffenübungsplatzes nach Rissenthal überführt.
Die Orgel der Kirche wurde im Jahr 1980 von der Orgelbaufirma Sebald Orgelbau erbaut. Das Schleifladen-Instrument ist auf einer Empore aufgestellt und verfügt über 8 Register, verteilt auf zwei Manuale und ein Pedal. Die Spiel- und Registertraktur ist mechanisch.